# Shorttrack op de Olympische Winterspelen 2018 - 500 meter vrouwen
De 500 meter voor vrouwen tijdens de Olympische Winterspelen 2018 vonden plaats op 10 februari en 13 februari 2018 in het Gangneung Ice Arena in Gangneung.

## Tijdschema
| Datum       | Lokale tijd | MET   | Ronde         |
| ----------- | ----------- | ----- | ------------- |
| 10 februari | 19:44       | 11:44 | Series        |
| 13 februari | 19:00       | 11:00 | Kwartfinales  |
| 13 februari | 20:11       | 12:11 | Halve finales |
| 13 februari | 21:11       | 13:11 | Finale        |

## Uitslag

### Series
Heat 1
| # | Naam                | Land | Tijd   | Opm. |
| - | ------------------- | ---- | ------ | ---- |
| 1 | Kim Boutin          | CAN  | 43,634 | Q    |
| 2 | Natalia Maliszewska | POL  | 43,725 | Q    |
| 3 | Lana Gehring        | USA  | 43,825 |      |
| 4 | Lucia Peretti       | ITA  | 43,994 |      |

Heat 2
| # | Naam              | Land | Tijd     | Opm. |
| - | ----------------- | ---- | -------- | ---- |
| 1 | Arianna Fontana   | ITA  | 43,214   | Q    |
| 2 | Andrea Keszler    | HUN  | 43,274   | Q    |
| 3 | Kathryn Thomson   | GBR  | 1:08,896 |      |
| 4 | Suzanne Schulting | NED  | DNF      |      |

Heat 3
| # | Naam              | Land | Tijd   | Opm. |
| - | ----------------- | ---- | ------ | ---- |
| 1 | Sofia Prosvirnova | OAR  | 43,376 | Q    |
| 2 | Yara van Kerkhof  | NED  | 43,430 | Q    |
| 3 | Bianca Walter     | GER  | 43,541 |      |
| 4 | Sumire Kikuchi    | JPN  | 44,838 |      |

Heat 4
| # | Naam              | Land | Tijd   | Opm.  |
| - | ----------------- | ---- | ------ | ----- |
| 1 | Elise Christie    | GBR  | 42,872 | Q, OR |
| 2 | Qu Chunyu         | CHN  | 42,971 | Q     |
| 3 | Shim Sukhee       | KOR  | 43,048 |       |
| 4 | Veronique Pierron | FRA  | 43,148 |       |

Heat 5
| # | Naam                 | Land | Tijd   | Opm. |
| - | -------------------- | ---- | ------ | ---- |
| 1 | Fan Kexin            | CHN  | 43,350 | Q    |
| 2 | Maame Biney          | USA  | 43,665 | Q    |
| 3 | Kim Alang            | KOR  | 43,724 |      |
| 4 | Anastassiya Krestova | KAZ  | 43,814 |      |

Heat 6
| # | Naam                 | Land | Tijd   | Opm. |
| - | -------------------- | ---- | ------ | ---- |
| 1 | Martina Valcepina    | ITA  | 43,698 | Q    |
| 2 | Han Yutong           | CHN  | 43,719 | Q    |
| 3 | Tifany Huot Marchand | FRA  | 44,659 |      |
| 4 | Jamie MacDonald      | CAN  |        | PEN  |

Heat 7
| # | Naam                 | Land | Tijd   | Opm. |
| - | -------------------- | ---- | ------ | ---- |
| 1 | Marianne St Gelais   | CAN  | 43,437 | Q    |
| 2 | Anna Seidel          | GER  | 43,742 | Q    |
| 3 | Lara van Ruijven     | NED  | 43,771 |      |
| 4 | Magdalena Warakomska | POL  | 44,311 |      |

Heat 8
| # | Naam                | Land | Tijd   | Opm.  |
| - | ------------------- | ---- | ------ | ----- |
| 1 | Choi Minjeong       | KOR  | 42,870 | Q, OR |
| 2 | Petra Jaszapati     | HUN  | 55,641 | Q     |
| 3 | Emina Malagich      | OAR  | 56,808 |       |
| 4 | Charlotte Gilmartin | GBR  |        | PEN   |

### Kwartfinales
Kwartfinale 1
| # | Naam                | Land | Tijd   | Opm. |
| - | ------------------- | ---- | ------ | ---- |
| 1 | Arianna Fontana     | ITA  | 43,128 | Q    |
| 2 | Yara van Kerkhof    | NED  | 43,197 | Q    |
| 3 | Natalia Maliszewska | POL  | 43,384 |      |
| 4 | Marianne St Gelais  | CAN  |        | PEN  |

Kwartfinale 2
| # | Naam           | Land | Tijd   | Opm.  |
| - | -------------- | ---- | ------ | ----- |
| 1 | Elise Christie | GBR  | 42,703 | Q, OR |
| 2 | Kim Boutin     | CAN  | 42,789 | Q     |
| 3 | Andrea Keszler | HUN  | 43,053 |       |
| 4 | Anna Seidel    | GER  | 44,325 |       |

Kwartfinale 3
| # | Naam              | Land | Tijd   | Opm. |
| - | ----------------- | ---- | ------ | ---- |
| 1 | Sofia Prosvirnova | OAR  | 43,466 | Q    |
| 2 | Fan Kexin         | CHN  | 43,485 | Q    |
| 3 | Han Yutong        | CHN  | 43,627 |      |
| 4 | Maame Biney       | USA  | 44,772 |      |

Kwartfinale 4
| # | Naam              | Land | Tijd   | Opm. |
| - | ----------------- | ---- | ------ | ---- |
| 1 | Qu Chunyu         | CHN  | 42,954 | Q    |
| 2 | Choi Minjeong     | KOR  | 42,996 | Q    |
| 3 | Martina Valcepina | ITA  | 43,023 |      |
| 4 | Petra Jaszapati   | HUN  | 43,043 |      |

### Halve finales
Halve finale 1
| # | Naam              | Land | Tijd   | Opm.   |
| - | ----------------- | ---- | ------ | ------ |
| 1 | Choi Minjeong     | KOR  | 42,422 | QA, OR |
| 2 | Arianna Fontana   | ITA  | 42,635 | QA     |
| 3 | Sofia Prosvirnova | OAR  | 43,219 |        |
| 4 | Fan Kexin         | CHN  |        | PEN    |

Halve finale 2
| # | Naam             | Land | Tijd   | Opm. |
| - | ---------------- | ---- | ------ | ---- |
| 1 | Yara van Kerkhof | NED  | 43,182 | QA   |
| 2 | Elise Christie   | GBR  | 43,184 | QA   |
| 3 | Kim Boutin       | CAN  | 43,234 | ADV  |
| 4 | Qu Chunyu        | CHN  |        | PEN  |

### Finale
| #      | Naam             | Land | Tijd    | Opm. |
| ------ | ---------------- | ---- | ------- | ---- |
| Goud   | Arianna Fontana  | ITA  | 42,569  |      |
| Zilver | Yara van Kerkhof | NED  | 43,256  |      |
| Brons  | Kim Boutin       | CAN  | 43,881  |      |
| 4      | Elise Christie   | GBR  | 123,063 |      |
| 5      | Choi Minjeong    | KOR  |         | PEN  |